# Romà de Ravenna
Romà (en llatí Romanus) fou exarca de Ravenna del 589 a la seva mort el 596 o 597.
Va substituir el desprestigiat Esmaragd el 589 i als primers anys va recuperar Mòdena, Reggio, Parma, Piacenza, Altinum, i Màntua als longobards. El 592 el papa Gregori I el va cridar per ajudar a Nàpols que era atacada pels longobards, però Romà va considerar més prudent romandre a la Romanya i el Papa va haver de fer la pau amb el duc de Spoleto per lliurar Nàpols. Poc després els longobards van ocupar Perusa i Romà va enviar un exèrcit per recuperar Úmbria. El rei Agilulf va anar a la zona amb un exèrcit i fins i tot es va acostar a Roma. Com que Romà no volia acordar la pau, el Papa va apel·lar a l'emperador Maurici (595) però la seva gestió no va reeixir. Romà va morir al cap d'un any (596 o 597) i el va succeir Cal·línic, que va adoptar una actitud més conciliadora amb al Papa Gregori.